# Uurloon
Uurloon is de aanduiding voor arbeidsloon dat wordt berekend per uur.
Het woord uurloon wordt meestal niet meer als zodanig gebruikt. Men spreekt van dagloon, weekloon of maandloon. Toch zijn deze vormen vaak weer uitgedrukt in een vast aantal uren.
- Dagloon kwam traditioneel voor in de land- en tuinbouw.
- Weekloon kwam voor in de industrie.
- Maandloon kwam voor bij administratieve beroepen.

Tegenwoordig heeft bijna iedereen maandloon.
Tegenover uurloon staat stukloon.